# Syndikalistiska kvinnoförbundet
Syndikalistiska kvinnoförbundet var en fristående sammanslutning i Sverige för syndikalistiska kvinnoklubbar, bildad 1937. Förbundet bestod som mest av ca 30 klubbar med ett sammanlagt medlemstal om ca 600 medlemmar.

## Syfte
Förbundets verksamhet syftade till att utbreda förståelse bland främst husmödrar för nödvändigheten av att bryta hemmets isolering och som en organiserad del av arbetarrörelsen verka för samhällelig samordning av sociala och ekonomiska frågor, samt för deras egen roll i arbetarklassens frigörelse. Övriga viktiga frågor var fredsarbete, nykterhetsfrågan, hygieniska bostäder samt sexualupplysning.

Vid förbundets konstituerande kongress angavs följande riktlinjer såsom dess ändamål:
"Det Syndikalistiska Kvinnoförbundet utgör en sammanslutning av landets syndikalistiska kvinnoklubbar. Dess uppgift är att skola medlemmarna på det socialistiska området, samt att genom studier och diskussioner intressera kvinnorna för alla de problem som i något avseende kan vara till fördel för arbetarklassens frigörelsesträvanden. Förbundet betonar dessutom sin vilja att deltaga i den socialistiska kampen, därvid stödjande den ekonomiska kamporganisationen SAC, vilken kämpar för arbetarklassens övertagande av produktionen samt danandet av ett fritt socialistiskt samhälle."

## Historik
På initiativ av Stockholms syndikalistiska kvinnoklubb och SACs arbetsutskott (AU) tillsattes en kommitté för sammankallandet av landets syndikalistiska kvinnoklubbar till en konstituerande kongress för bildandet av ett landsomfattande kvinnoförbund. Denna avhölls i Stockholm den 15 och 16 april 1937 med närvaro av 12 klubbar samt representanter från SAC, SUF och Anarkistiska propagandaförbundet.
Vid det första verksamhetsårets slut bestod förbundet av klubbar i följande orter: Alunda, Alingsås, Bispfors, Gävle, Hallstavik, Karlstad, Linköping, Loos, Motala, Munsö, Nyköping, Riddarhyttan, Skoghall, Stockholm, Umeå, Uppsala, Visby, Västervik, Västerås och Örebro. Antalet klubbar ökade snabbt till över 20 och låg sedan de två följande decennierna på mellan 25 och 30.
1969 upphörde Syndikalistiska Kvinnoförbundets centrala verksamhet, då tidens förändrade syn på mäns och kvinnors respektive roller gjorde att de senares särorganisering i mindre grad ansågs lämpligt. Klubbverksamhet fortsatte dock på ett mindre antal orter.

## Trycksaker
- 1938 - Vad är och vad vill Syndikalistiska Kvinnoförbundet?, Stockholm, libris länk
- 1940 - Kvinnor i beredskap (av Emy Melin), Stockholm, libris länk
- 1945 - Syndikalismens idé